# Callum Styles
Callum John Styles, né le 28 mars 2000 à Bury, est un footballeur international hongrois qui évolue au poste de milieu de terrain à West Bromwich Albion.

## Biographie
Callum Styles, né le 27 mars 2000 à Bury près de Manchester, joue pour l’équipe nationale hongroise (surnommée la « Valogatott » qui signifie « l’équipe nationale » en français). Étant éligible de jouer pour deux nations, il choisit la Hongrie, sa grand mère étant originaire de ce pays.

### En club
Le 6 août 2018, il rejoint le club de Barnsley, équipe évoluant en deuxième division anglaise. Il joue son premier match dans ce championnat le 10 août 2019, lors d'un déplacement à Sheffield Wednesday (défaite 2-0). Il marque son premier but dans ce championnat le 22 juillet 2020, lors de la dernière journée, à l'occasion d'un déplacement à Brentford, permettant à son équipe de l'emporter 1-2 à l'extérieur.
Le 2 septembre 2022, il est prêté à Millwall.
Le 1er février 2024, il est prêté au Sunderland.

### En équipe nationale
En mai 2024, il est sélectionné par Marco Rossi pour participer à l'Euro 2024 avec la Hongrie.

## Palmarès

### En club
Bury
- Championnat d'Angleterre de quatrième division :
  - Vice-champion : 2018-2019.